# Andenoniscus silvaticus
Andenoniscus silvaticus är en kräftdjursart som först beskrevs av Karl Wilhelm Verhoeff 1941.  Andenoniscus silvaticus ingår i släktet Andenoniscus och familjen Philosciidae. Inga underarter finns listade i Catalogue of Life.